# Windows Me
Windows Millennium Edition odnosno Windows Me je Microsoftov grafički operacijski sustav objavljen 14. rujna 2000. godine, te je zadnji operacijski sustav u seriji Windows 9x proizvoda. Podrška za Windows Me je završila 11. srpnja 2006. godine.
Windows Me je sljedbenik Windows 98, te je upravo kao Windows 98 namijenjen kućnim korisnicima.  Uključivao je novi Internet Explorer 5.5, Windows Media Player 7, i novi Windows Movie Maker softver, koji je pružao osnovno uređivanje, namijenjeno svim korisnicima. Microsoft je također nadogradio korisničko sučelje, shell značajke i Windows Explorer u Windows Me, s onima prvi put predstavljenim u Windows 2000, koji je ujedno objavljen kao poslovni sustav sedam mjeseci ranije.
Windows Me se može nadograditi s Windows Internet Explorerom 6 SP1, ali ne i SP2 (SV1) ili Internet Explorerom 7. Windows Media Player 9 ne može biti instaliran. Microsoft .NET Framework može se instalirati samo do inačice 2.0, ali one veće poput SP1, 3.x ne mogu. Office XP je zadnja inačica Microsoft Office koja je upotpunosti kompatibilan s Windows 9x. Windows Me je zapravo nastavak na Windows 9x modele, s ograničenim pristupom MS-DOS načinima rada da bi se ubrzalo dizanje sustava. Ovo je bila jedna od najnepopularnijih promjena u Windows Me, isključivo zato što aplikacije koje su zahtijevale "potpuni" MS-DOS način rada nisu radile uopće na Windows Me (iako se "potpuni" način rada u MS-DOS-u mogao postići dizanjem sustava s odgovarajuće diskete).
Uspoređujući ovu inačicu s ostalima, Windows Me je imao kratak ciklus korištenja od samo godinu dana; uskoro je bio zamijenjen s Windows XP sustavom, baziranim na Windows NT-ju, koji je predstavljen 25. listopada 2001. godine.

### Povijest
1998. godine, Microsoft je izjavio da neće biti niti jedne druge inačice Windows 9x sustava poslije Windows 98. 1999. godine, Microsoft je objavio Windows 98 - Drugo izdanje (Second Edition), te je kasnije najavio da će nova inačica Windowsa 9x biti otkrivena pod kodnim imenom Millennium. Na posljetku je 2000., Microsoft izdao Windows Millennium Edition (Windows Me).
Tri beta inačice operacijskog sustava Windows Me su bile dostupne tijekom faze razvijanja. 24. rujna 1999. godine Microsoft je izjavio da će Windows Millennium Beta 1 biti objavljena. Beta 2 je bila objavljena 24. studenog 1999., te je dodala neke značajke poput System File Protection (zaštita sustavskih podataka) i Kontrolnu ploču za opcije o igrama (Game Options Control Panel).
Nekoliko privremenih inačica bilo je napravljeno između prve i druge bete, te su dodali neke značajke poput automatskog ažuriranja i personaliziranih izbornika. 11. travnja 2000. je objavljena Beta 3. Uopćeni datum dostupnosti bio je 31. prosinac 2000. Microsoft je okončao podršku za Windows Millennium Edition 31. prosinca 2003. Produžena podrška je okončana upravo istog dana kada i ona za Windows 98, tj. 11. srpnja 2006. Za vrijeme objave, Microsoft je predstavio vremenski ograničenu promociju - od rujna 2000. do siječnja 2001. Promocija je glasila da Windows 95 ili Windows 98 korisnici mogu da nadograde na Windows Me za samo 59,95 $ umjesto stvarne cijene od 109 $.
Nedugo nakon što je Windows Me objavljen, Microsoft je počeo s kampanjama promoviranja Windows Me u SAD-u, koje su bile praćene uz Meet Me (Upoznaj Me) događaje.

## Sistemski zahtjevi

### Minimalni zahtjevi
- procesor: Pentium 150 MHz
- Slobodnog prostora na tvrdom disku: 320 MB
- RAM: 32 MB

### Preporučeni zahtjevi
- procesor: Pentium II 300 MHz
- Slobodnog prostora na tvrdom disku: 2 GB
- RAM: 64 MB*

*Maksimalna količina RAM-a na računalu koju Windows Me podržava je 1,5 GB.